# ورق الصخر
وَرَق الصَّخْرِ (بالإِنجِلِيزِيّة: Stone paper) هُو نوَّع مِن الورَق مُصنَّع مِن الصُخُور. يُستخدمُ فِي الكِتَابة والطِّباعة والدِّيكُورِ وغيرها. يمتَلِكُ مِثل هذَا النَّوع مِن الوَرَقِ عَلى سَطح أَملسِ مُقَاوِم لِلمَاء، والزُّيوت، والحشَرَات، وهُو مُتَوَافِق مع الطَّابِعة النَّافِثة لِلحبرِ، والطَّابِعة الرَّقمِيَّة. يُصنَّع مِن مُركَّب كربُونات الكَالسيوم المُستخرِجة مِن الحجَرِ الكِلسِيَّ (حوالِيّ 60٪)، ومُركَّب مُتَعَدّد إثيلين عَالي الكَثافَة (حوالِيّ 40٪).

## انظُر أيضاً
- وَرَق.
- تَارِيخُ الوَرَقِ.